# 約翰·斯米伯特

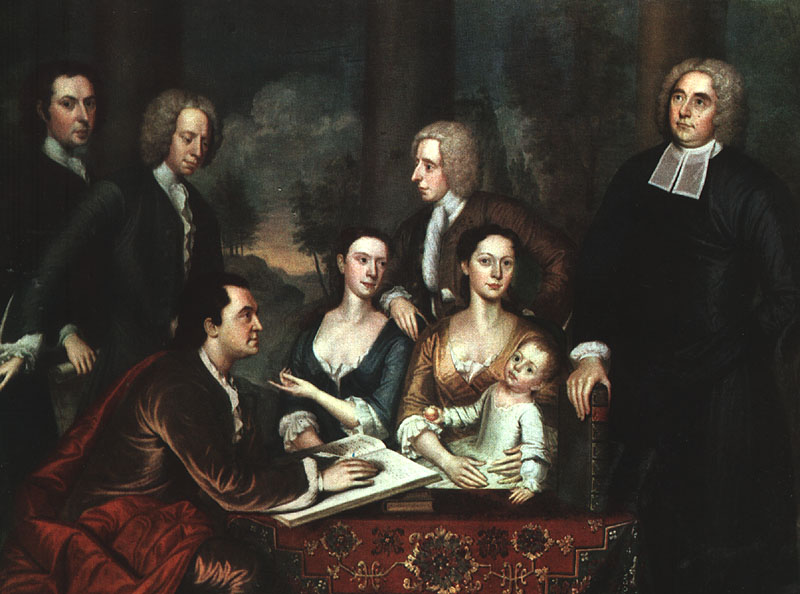
畫作"Dean Berkely and His Entourage" (約1729年作品)

約翰·斯米伯特(John Smybert or Smibert，1684年—1751年，又一說是1688年4月2日-1751年3月2日)，美國殖民時期的畫家和建築師。 他出生於英國愛丁堡，在美國麻薩諸塞州波士頓辭世。